# 永原和可那
永原和可那（日语：／ Nagahara Wakana，1996年1月9日—），日本女子羽毛球運動員，亦為前日本國家羽毛球隊（A隊）成員，現已退役。北海道出生，畢業於青森山田高校，現隸屬於北都銀行羽毛球部，隊員編號為2號。她与松本麻佑的搭档组合最高世界排名第一位，于2018年世界羽毛球錦標賽擊敗同胞的福島由紀/廣田彩花夺冠，亦是繼第一屆世錦賽栂野尾悦子/植野惠美子之后，第二對夺得女双冠军的日本组合。

## 簡歷

### 2013年至2014年

#### 青年期
2013年7月，永原和可那与松本麻佑以及保木卓朗代表日本隊出戰马来西亚沙巴州亞庇市舉行的亞洲青年羽毛球錦標賽，在率先進行的混合团体赛中，日本队以0比3不敌中国队，获得团体赛季军；女双方面，永原和可那搭配松本麻佑則在首圈就不敌中国组合出局。而混双第二圈中，输给了韩国组合的金鄭護/金志垣。
2014年2月，永原和可那与東野有紗以及下農走代表日本隊出戰臺灣臺北市舉行的亞洲青年羽毛球錦標賽，在率先進行的混合团体赛中，日本队以0比3不敌中国队，获得团体赛季军；女双方面，永原和可那搭配東野有紗在第三圈中以1比2 （21-19、7-21、20-22）不敌队友的川島里羅/尾崎沙織。而混双方面，在半準決賽不敌韩国的金鄭護/孔熙容。

#### 初夺國際賽冠军
2014年4月，永原和可那與松本麻佑合作打進樂魚羽毛球國際系列賽女雙決賽，最終以2比0（21-17、21-11）击败了赛会4号种子、泰国的帕冲攀·磋楚翁/参尼莎·提查沃拉信昆，首次夺得国际羽联赛事的第一个冠军。
同年年底7月，永原和可那與松本麻佑合作打進俄羅斯大獎賽女雙決賽，最終以0比2（17-21、7-21）不敵另一對日本組合，屈居亞軍。

### 2016年
2016年7月，永原和可那夥拍小林優吾和松本麻佑參加美国洛杉矶舉行的美國羽毛球公開賽混合雙打和女子雙打比賽。在混雙方面，以2比0（21-16、21-18）擊敗波蘭的罗伯特·马特斯亚克/娜蒂斯达·希尔巴，赢得冠军。而女雙方面，激战三局以1比2（22-20、15-21、19-21）不敵队友田中志穗/米元小春，屈居亞軍。
2016年10月，永原和可那與松本麻佑出戰泰國羽毛球黃金大獎賽，首圈，以2比0 （22-20、21-15）力压泰国的帕冲攀·磋楚翁/参尼莎·提查沃拉信昆。次圈，以2比0 （21-14、21-11）横扫中国香港的吳芷柔/楊雅婷。在八强中，以2-1 （15-21、21-14、21-17）逆转了赛会3号种子、泰国的查亚倪·查拉查兰/帕泰玛斯·门翁。在準决赛中，以2-0（21-19、21-17）击退了赛会2号种子、泰国的宗功攀·吉迪特拉恭/拉温达·巴宗哉。决赛中，再次迎来东道主选手，同时也是赛会头号种子泰国的普蒂塔·素帕猜恭/沙西丽·德拉达那猜，以0比2 （12-21、17-21）不敌对手但也创下俩人征战黃金大獎賽以来最好的佳绩。

### 2017年

#### 大奖赛夺冠
2017年7月，永原和可那與松本麻佑出戰加拿大羽毛球大獎賽，首圈，以2比0 （21-14、21-7）轻取加拿大的雷切尔·洪德里克/李文珊。次圈，因对手选择退赛也让它们顺利直闯下一圈。在八强中，以2-0 （21-12、21-12）完胜了队友日本的川島里羅/尾崎沙織。在準决赛中，以2-1（21-15、12-21、24-22）力克队友日本的新玉美鄉/渡邊茜。决赛中，再次上演日双内战的之间激战，最终它们以2比1 （21-16、16-21、21-18）拿下队友日本的星千智/篠谷菜留，首次赢得大獎賽的冠军。
而混双方面，她与權藤公平携手出战。首圈，以2比0 （21-6、21-5）轻取跨国组合的尼古拉斯·邦科斯基/川崎優子。次圈，表现强势以2比0 （21-9，21-8）拿下印度的塔伦·科纳/梅加纳·杰坎普迪。八強中，以2比0 （21-17、21-18）击退了越南的杜俊德/范茹草。但四強中，面对韩国强档的金元昊/申昇瓚，遭遇对手的逆转以1-2 （21-15、10-21、10-21）不敌对方同时也错失了夺得双冠的机会。

#### 首闖超級系列準決賽
2017年10月，永原和可那與松本麻佑出戰法國羽毛球超級賽，首圈，大战三局以2比1 （16-21、21-19、21-16）逆转了泰国的宗功攀·吉迪特拉恭/拉温达·巴宗哉。次圈，表现突出以2比0 （21-11、21-18）横扫中国的黄东萍/李茵晖。八強中，面对赛会1号种子、奥运冠军队友的松友美佐紀/高橋禮華，表现强势以2比0 （21-18、21-17）掀翻对手出局。四強中，面对韩国新秀强档的李紹希/申昇瓚，以0比2 （12-21、14-21）不敌对手，这也是她们首次在超级系列赛中打入準决赛的最佳成绩。

### 2018年 首夺世锦赛
2018年3月，永原和可那與松本麻佑出戰全英羽毛球公開賽。首圈，以2比0 （21-17、21-5）轻取俄罗斯的安娜斯塔西亚·切尔维亚科娃/奥尔佳·莫罗佐娃。次圈，以2比0 （21-10、21-12）横扫保加利亚的加夫列拉·斯托伊娃/斯蒂法尼·斯托伊娃。八強中，再次硬碰赛会2号种子、奥运冠军队友的松友美佐紀/高橋禮華，表现强势以2比0 （21-17、25-23）力克对手，同时拿下对后者二连胜。四強中，面对赛会3号种子、丹麦元老的卡米拉·吕特·尤尔/克里斯汀娜·彼德森，以0比2 （15-21、20-22）不敌对手，这也是她们携手出征全英赛的初次。同年7月，她与松本麻佑出战印尼羽毛球公開賽，在女双决赛以1比2（14-21、21-16、14-21）不敌赛会2号种子、队友的福島由紀/廣田彩花，赢得亚军。同年8月，她与松本麻佑参加中国江苏省南京市舉行的世界羽毛球錦標賽，她与松本麻佑出戰女子双打項目。她與松本麻佑以11號種子身分出戰，故在首圈輪空；在次圈鏖战三局气走东道主组合。在第三圈，面对赛会3号种子、奥运冠军的松友美佐紀/高橋禮華，拥有战绩优势直落两局以2比0（21-13、21-15）拿下队友。八强中，迎战赛会7号种子、泰国名将的宗功攀·吉迪特拉恭/拉溫達·巴宗哉，完美赢下以2比0（21-12、22-20）击退对手。四强中，相遇赛会5号种子、印尼强档的格雷西婭·波利/阿普里亞尼·拉哈育，直落两局以2比0（21-12、23-21）力克对手。决赛中，面对上届亚军的福島由紀/廣田彩花，从战绩上处于下风，但最终艰辛地逆转了队友以2比1（19-21、21-19、22-20）赢得冠军。值得一提的是这也是她们首次征战世锦赛赢得冠军，帮助日本女双时隔41年之久重夺回该项目的冠军宝座，亦是她成为新科世界冠军的称号。同期8月，她与松本麻佑出战西班牙羽毛球大師賽，在女双决赛以2比0（21-17、21-13）轻取赛会2号种子、队友的櫻本絢子/高畑祐紀子，赢得超級300賽女双冠军。同年9月，她与松本麻佑出战中國羽毛球公開賽，在女双决赛以0比2（16-21、12-21）不敌赛会2号种子、奥运冠军的松友美佐紀/高橋禮華，赢得超級1000賽女双亚军。同年10月，她与松本麻佑出战法國羽毛球公開賽，在女双决赛以2比0（21-14、21-19）击败了欧洲劲敌的加夫列拉·斯托伊娃/斯蒂法尼·斯托伊娃，赢得超級750賽女双冠军。同年11月，她与松本麻佑出战中國福州羽毛球公開賽，在女双决赛以0比2（21-23、18-21）不敌赛会7号种子、韩国强档的李紹希/申昇瓚，赢得超級750賽女双亚军。同年12月，她参加中国廣州举办的世界羽聯世界巡迴賽總決賽，她与松本麻佑以赛会2号种子被安排在B组女双圈里；在小组赛阶段分别击败了欧洲强劲的加夫列拉·斯托伊娃/斯蒂法尼·斯托伊娃、韩国强档的李紹希/申昇瓚以及泰国强档的宗功攀·吉迪特拉恭/拉溫達·巴宗哉，豪取小组第一出线；在準決賽以0比2（13-21、13-21）不敌韩国强档的李紹希/申昇瓚。

### 2019年 新羽赛超級500夺冠
2019年1月，永原和可那与松本麻佑出战馬來西亞羽毛球大師賽，在女双準决赛以0比2（13-21、14-21）不敌队友的福島由紀/廣田彩花。同期1月，她与松本麻佑出战印尼羽毛球大師賽，在女双準决赛以1比2（21-13、20-22、16-21）不敌韩国强档的金昭映/孔熙容。同年2月，她与松本麻佑出战德國羽毛球公開賽，在女双準决赛以1比2（16-21、21-19、14-21）不敌赛会2号种子、奥运冠军的松友美佐紀/高橋禮華。同年3月，她与松本麻佑出战全英羽毛球公開賽，在女双决赛以1比2（21-18、20-22、11-21）不敌赛会5号种子、中国的陈清晨/贾一凡，赢得超級1000賽女双亚军。同年4月，她与松本麻佑出战新加坡羽毛球公開賽，在女双决赛以2比0（21-17、22-20）击败了韩国强档的金慧貞/孔熙容，赢得超級500賽女双冠军。同年4月，她参加中国湖北省武汉市举办的亞洲羽毛球錦標賽，她与松本麻佑以赛会3号种子在首圈直落两局以2比0（21-2、21-6）横扫乌兹别克斯坦的Gulassar Bokieva/Sevinch Sodikova；次圈以2比0（21-7、21-11）轻取新加坡的金羽佳/林明慧；八强以2比0（22-20、21-19）击败了东道主的李汶妹/鄭雨；四强上演日本内战以2比0（21-16、26-24）击败了队友的福島由紀/廣田彩花；在决赛以1比2（21-19、14-21、19-21）不敌赛会4号种子、中国的陳清晨/賈一凡，赢得亚锦赛女双亚军。同年5月，她首次参加中国广西壮族自治区南宁市举办的蘇迪曼盃，助国家队打入决赛，最终赢得团体亚军。

### 2021年 2020東京奧運參戰
2021年3月，與松本麻佑出戰2021年全英羽毛球公開賽，於女雙決賽以2比0（21-18、21-16）擊敗隊友福島由紀/廣田彩花，榮獲超級1000賽冠軍。
2021年7月，與搭檔松本麻佑在2020年東京奧運羽球女子雙打比賽以B組第一名晉級八強賽，於八強賽中不敵南韓組合金昭映/孔熙容，以1比2（14-21、21-14、26-28）止步八強。
2024年9月4日，所屬俱樂部宣布松永組合拆對，永原和可那將於隔年3月退役。

## 主要比賽成績
只列出曾進入準決賽的國際賽事成績：
| 年份   | 賽事                     | 公開賽級別 | 項目     | 拍檔     | 成績   |
| ------ | ------------------------ | ---------- | -------- | -------- | ------ |
| 2013年 | 亞洲青年羽毛球錦標賽     | 其他       | 混合團體 | －       | 季軍   |
| 2014年 | 亞洲青年羽毛球錦標賽     | 其他       | 混合團體 | －       | 季軍   |
| 2014年 | 世界青年羽毛球錦標賽     | 其他       | 混合團體 | －       | 季軍   |
| 2014年 | 樂魚羽毛球國際系列賽     | 國際系列賽 | 女子雙打 | 松本麻佑 | 冠軍   |
| 2014年 | 俄羅斯羽毛球大獎賽       | 大獎賽     | 女子雙打 | 松本麻佑 | 亞軍   |
| 2016年 | 美國羽毛球黃金大獎賽     | 黃金大獎賽 | 女子雙打 | 松本麻佑 | 亞軍   |
| 2016年 | 美國羽毛球黃金大獎賽     | 黃金大獎賽 | 混合雙打 | 小林優吾 | 冠軍   |
| 2016年 | 泰國羽毛球黃金大獎賽     | 黃金大獎賽 | 女子雙打 | 松本麻佑 | 亞軍   |
| 2017年 | 大阪羽毛球國際挑戰賽     | 國際挑戰賽 | 女子雙打 | 松本麻佑 | 準決賽 |
| 2017年 | 中華台北羽球公開賽       | 黃金大獎賽 | 女子雙打 | 松本麻佑 | 準決賽 |
| 2017年 | 加拿大羽毛球大獎賽       | 大獎賽     | 女子雙打 | 松本麻佑 | 冠軍   |
| 2017年 | 加拿大羽毛球大獎賽       | 大獎賽     | 混合雙打 | 權藤公平 | 準決賽 |
| 2017年 | 美國羽毛球黃金大獎賽     | 黃金大獎賽 | 女子雙打 | 松本麻佑 | 亞軍   |
| 2017年 | 美國羽毛球黃金大獎賽     | 黃金大獎賽 | 混合雙打 | 權藤公平 | 準決賽 |
| 2017年 | 法國羽毛球超級賽         | 超級賽     | 女子雙打 | 松本麻佑 | 準決賽 |
| 2018年 | 全英羽毛球公開賽         | 超級1000賽 | 女子雙打 | 松本麻佑 | 準決賽 |
| 2018年 | 印尼羽毛球公開賽         | 超級1000賽 | 女子雙打 | 松本麻佑 | 亞軍   |
| 2018年 | 世界羽毛球錦標賽         | 其他       | 女子雙打 | 松本麻佑 | 冠軍   |
| 2018年 | 西班牙羽毛球大師賽       | 超級300賽  | 女子雙打 | 松本麻佑 | 冠軍   |
| 2018年 | 中國羽毛球公開賽         | 超級1000賽 | 女子雙打 | 松本麻佑 | 亞軍   |
| 2018年 | 法國羽毛球公開賽         | 超級750賽  | 女子雙打 | 松本麻佑 | 冠軍   |
| 2018年 | 中國福州羽毛球公開賽     | 超級750賽  | 女子雙打 | 松本麻佑 | 亞軍   |
| 2018年 | 世界羽聯世界巡迴賽總決賽 | 總決賽     | 女子雙打 | 松本麻佑 | 準決賽 |
| 2019年 | 馬來西亞羽毛球大師賽     | 超級500賽  | 女子雙打 | 松本麻佑 | 準決賽 |
| 2019年 | 印尼羽毛球大師賽         | 超級500賽  | 女子雙打 | 松本麻佑 | 準決賽 |
| 2019年 | 德國羽毛球公開賽         | 超級300賽  | 女子雙打 | 松本麻佑 | 準決賽 |
| 2019年 | 全英羽毛球公開賽         | 超級1000賽 | 女子雙打 | 松本麻佑 | 亞軍   |
| 2019年 | 新加坡羽毛球公開賽       | 超級500賽  | 女子雙打 | 松本麻佑 | 冠軍   |
| 2019年 | 亞洲羽毛球錦標賽         | 其他       | 女子雙打 | 松本麻佑 | 亞軍   |
| 2019年 | 蘇迪曼盃                 | 其他       | 混合團體 | －       | 亞軍   |
| 2019年 | 日本羽毛球公開賽         | 超級750賽  | 女子雙打 | 松本麻佑 | 亞軍   |
| 2019年 | 世界羽毛球錦標賽         | 其他       | 女子雙打 | 松本麻佑 | 冠軍   |
| 2019年 | 丹麥羽毛球公開賽         | 超級750賽  | 女子雙打 | 松本麻佑 | 準決賽 |
| 2019年 | 法國羽毛球公開賽         | 超級750賽  | 女子雙打 | 松本麻佑 | 準決賽 |
| 2019年 | 中國福州羽毛球公開賽     | 超級750賽  | 女子雙打 | 松本麻佑 | 準決賽 |
| 2019年 | 香港羽毛球公開賽         | 超級500賽  | 女子雙打 | 松本麻佑 | 準決賽 |
| 2019年 | 世界羽聯世界巡迴賽總決賽 | 總決賽     | 女子雙打 | 松本麻佑 | 亞軍   |
| 2020年 | 亞洲羽毛球團體錦標賽     | 其他       | 女子團體 | －       | 冠軍   |
| 2020年 | 丹麥羽毛球公開賽         | 超級750賽  | 女子雙打 | 松本麻佑 | 亞軍   |
| 2021年 | 全英羽毛球公開賽         | 超級1000賽 | 女子雙打 | 松本麻佑 | 冠軍   |
| 2021年 | 世界羽毛球錦標賽         | 其他       | 女子雙打 | 松本麻佑 | 季軍   |
| 2022年 | 優霸盃                   | 其他       | 女子團體 | －       | 季軍   |
| 2022年 | 泰國羽毛球公開賽         | 超級500賽  | 女子雙打 | 松本麻佑 | 亞軍   |
| 2022年 | 馬來西亞羽毛球公開賽     | 超級750賽  | 女子雙打 | 松本麻佑 | 準決賽 |
| 2022年 | 世界羽毛球錦標賽         | 其他       | 女子雙打 | 松本麻佑 | 季軍   |
| 2022年 | 法國羽毛球公開賽         | 超級750賽  | 女子雙打 | 松本麻佑 | 亞軍   |
| 2023年 | 亞洲羽毛球錦標賽         | 其他       | 女子雙打 | 松本麻佑 | 季軍   |
| 2023年 | 蘇迪曼盃                 | 其他       | 混合團體 | －       | 季軍   |
| 2023年 | 馬來西亞羽毛球大師賽     | 超級500賽  | 女子雙打 | 松本麻佑 | 準決賽 |
| 2023年 | 印尼羽毛球公開賽         | 超級1000賽 | 女子雙打 | 松本麻佑 | 準決賽 |
| 2023年 | 加拿大羽毛球公開賽       | 超級500賽  | 女子雙打 | 松本麻佑 | 亞軍   |
| 2023年 | 韓國羽毛球公開賽         | 超級500賽  | 女子雙打 | 松本麻佑 | 準決賽 |
| 2023年 | 日本羽毛球公開賽         | 超級750賽  | 女子雙打 | 松本麻佑 | 準決賽 |
| 2023年 | 北極羽毛球公開賽         | 超級500賽  | 女子雙打 | 松本麻佑 | 準決賽 |
| 2023年 | 丹麥羽毛球公開賽         | 超級750賽  | 女子雙打 | 松本麻佑 | 準決賽 |
| 2023年 | 法國羽毛球公開賽         | 超級750賽  | 女子雙打 | 松本麻佑 | 準決賽 |
| 2023年 | 日本熊本羽毛球大師賽     | 超級500賽  | 女子雙打 | 松本麻佑 | 準決賽 |
| 2024年 | 印度羽毛球公開賽         | 超級750賽  | 女子雙打 | 松本麻佑 | 冠軍   |
| 2024年 | 法國羽毛球公開賽         | 超級750賽  | 女子雙打 | 松本麻佑 | 準決賽 |
| 2024年 | 優霸盃                   | 其他       | 女子團體 | －       | 季軍   |
| 2024年 | 印尼羽毛球公開賽         | 超級1000賽 | 女子雙打 | 松本麻佑 | 準決賽 |

| 2007-2017年 | 首要超級賽 | 超級賽 | 黃金大獎賽 | 大獎賽 | 國際挑戰賽 | 國際系列賽 | 未來系列賽 | 其他 |

| 2018-2026年 | 總決賽 | 超級1000賽 | 超級750賽 | 超級500賽 | 超級300賽 | 超級100賽 | 國際挑戰賽 | 國際系列賽 | 未來系列賽 | 其他 |

### 世界冠軍頭銜
永原和可那在羽毛球生涯中共奪得2項羽毛球世界冠軍頭銜。
| 賽事             | 奪冠次數 | 年份                                  |
| ---------------- | -------- | ------------------------------------- |
| 世界羽毛球錦標賽 | 2        | 2018年（女子雙打） 2019年（女子雙打） |
| 總計             | 2        |                                       |

### 奧運會和世錦賽參賽紀錄
|          | 搭檔     | 2018 | 2019 | 2020 | 2021 | 2022 | 2023 | 2024       |
| -------- | -------- | ---- | ---- | ---- | ---- | ---- | ---- | ---------- |
| 女子雙打 | 松本麻佑 | 冠軍 | 冠軍 | 8強  | 季軍 | 季軍 | 16強 | 小組第三名 |
|          |          |      |      |      |      |      |      |            |
| 混合雙打 | 保木卓朗 | －   | 16強 | －   | －   | －   | －   | －         |

## 主要对賽记录
永原和可那與主要對手的對賽成績如下（只列出對賽二次或以上對手，截至2019年7月18日）：
女雙 - 松本麻佑
| 對手                | 對賽次數 | 對賽結果 | 對賽結果 | 總計 |
| 對手                | 對賽次數 | 勝       | 負       | 總計 |
| ------------------- | -------- | -------- | -------- | ---- |
| 廣田彩花 福島由紀   | 8        | 4        | 4        | 0    |
| 松友美佐紀 高橋禮華 | 7        | 3        | 4        | -1   |
| 櫻本絢子 高畑祐紀子 | 4        | 3        | 1        | +2   |
| 田中志穗 米元小春   | 3        | 1        | 2        | -1   |
| 新玉美郷 渡邊茜     | 2        | 2        | 0        | +2   |
| 川島里羅 尾崎沙織   | 2        | 1        | 1        | 0    |
| 松山奈未 志田千陽   | 1        | 1        | 0        | +1   |
| 福万尚子 與猶胡桃   | 1        | 1        | 0        | +1   |
| 總計                | 14       | 7        | 7        | 0    |

| 對手                                    | 對賽次數 | 對賽結果 | 對賽結果 | 總計 |
| 對手                                    | 對賽次數 | 勝       | 負       | 總計 |
| --------------------------------------- | -------- | -------- | -------- | ---- |
| 陳清晨 賈一凡                           | 6        | 2        | 4        | -2   |
| 加夫列拉·斯托伊娃 斯蒂法尼·斯托伊娃     | 5        | 5        | 0        | +5   |
| 拉温达·巴宗哉 宗功攀·吉迪特拉恭         | 5        | 5        | 0        | +5   |
| 查亚倪·查拉查兰 帕泰玛斯·门翁           | 5        | 4        | 1        | +3   |
| 李紹希 申昇瓚                           | 5        | 1        | 4        | -3   |
| 格雷西娅·波利 阿普里亚尼·拉哈育         | 4        | 3        | 1        | +2   |
| 金昭映 孔熙容                           | 4        | 2        | 2        | 0    |
| 杜玥 李茵暉                             | 4        | 1        | 3        | -2   |
| 李汶妹 郑雨                             | 3        | 3        | 0        | +3   |
| 吳玓蓉 許雅晴                           | 3        | 3        | 0        | +3   |
| 劉玄炫 夏玉婷                           | 2        | 2        | 0        | +2   |
| 帕冲攀·磋楚翁 Chanisa TEACHAVORASINSKUN | 2        | 2        | 0        | +2   |
| 吳芷柔 袁倩瀅                           | 2        | 2        | 0        | +2   |
| 張藝娜 鄭景銀                           | 2        | 2        | 0        | +2   |
| 鄒美君 李明艷                           | 2        | 2        | 0        | +2   |
| 班吉苏·艾尔塞廷 纳兹利赞·因吉           | 2        | 2        | 0        | +2   |
| 麦尔肯·弗勒尔戈德 萨拉·蒂格森           | 2        | 2        | 0        | +2   |
| 姜凱心 洪詩涵                           | 2        | 1        | 1        | 0    |
| 克里斯汀娜·彼德森 卡米拉·吕特·尤尔      | 2        | 1        | 1        | 0    |
| 謝影雪 潘樂恩                           | 2        | 1        | 1        | 0    |
| 普蒂塔·素帕猜恭 沙西丽·德拉达那猜       | 2        | 1        | 1        | 0    |
| 李幽琳 白荷娜                           | 2        | 1        | 1        | 0    |
| 蔡侑玎 金昭映                           | 2        | 1        | 1        | 0    |
| 瓦拉·古塔 阿什维尼·蓬纳帕               | 2        | 0        | 2        | -2   |
| 許嘉雯 溫可微                           | 2        | 0        | 2        | -2   |
| 總計                                    | 91       | 64       | 27       | 37   |